# Нова Пела
Нова Пела (грч. Νέα Πέλλα)) је насељено место у општини Пела у периферији Средишња Македонија, Грчка. Према попису из 2021. године било је 1.275 становника.
Нова Пела је изграђена 1924. године у близини Постола, за грчке избеглице из Турске. На попису из 1928. године Нова Пела је имала 740 становника.